# Instituto de Pesquisa e Estratégia Econômica do Ceará
O Instituto de Pesquisa e Estratégia Econômica do Ceará (IPECE) é uma autarquia vinculada à Secretaria do Planejamento e Gestão do Estado do Ceará. Fundado em 14 de abril de 2003, o IPECE é o órgão do Governo responsável pela geração de estudos, pesquisas e informações socioeconômicas e geográficas que permitem a avaliação de programas e a elaboração de estratégias e políticas públicas para o desenvolvimento do Estado do Ceará.
A sede do IPECE está localizada na cidade de Fortaleza.
O IPECE tem atribuições ligadas às geociências e estatísticas sociais, demográficas e econômicas.

## Produtos
- Ceará em Mapas Interativos
- Ceará em Números
- Ceará em Mapas
- Indicadores Socias do Ceará
- IPECE Performance

## Competências
Segundo a Lei 16.230 – DOE 03/05/2017 a autarquia tem a seguintes competências:
I – elaborar estudos, pesquisas e informações e formular diretrizes e estratégias  destinadas a subsidiar as ações de governo no âmbito das políticas públicas e do desenvolvimento econômico, aglutinando competências técnicas especializadas voltadas para todos os setores da economia e da sociedade cearense;
II – realizar estudos e prospecções sobre oportunidades de investimento, potencialidades e vocações econômicas dos municípios cearenses;

III – desenvolver estudos sobre gestão pública, avaliação de impactos e eficácia das políticas, projetos e ações setoriais desenvolvidas pelos Governos Municipais e Estadual.